# Gregor Koritnik
Gregor - Griša Koritnik , slovenski pesnik, pisatelj in prevajalec, * 11. marec 1886, Briše pri Polhovem Gradcu, † 27. februar 1967, Murska Sobota.

## Življenjepis
Koritnik je študiral pravo v Zagrebu in Gradcu, kjer je leta 1914 tudi diplomiral. Nato je od leta 1926 do 1929 absolviral 8 semestrov filozofije, slavistike in anglistike na Filozofski fakulteti v Ljubljani. Preživljal se je s prevajanjem, po letu 1945 pa s poučevanjem na srednjih šolah v Murski Soboti.

## Literarno delo
Koritnik je že kot srednješolec objavljal oblikovno tradicionalne novoromantične pesmi v Ljubljanskem zvonu, Domu in svetu, Slovanu in drugih revijah. Leta 1927 je izdal prvi zbirki Prebujenje in Mozaik v katerih prevladuje miselna, erotična in domovinsko pripovedna poezija. Pesmi je objavljal tudi v časniku Slovenec.
Koritnik je napisal tudi sodobne pravljice zbrane v zbirki Ptič Nikdarnič in druge pravljice (1932), novelo Na razpotju (1939) ter zbirko črtic in pesmi Izpod moje polhovke (1940).
Bil je tudi plodovit prevajalec. Prevajal je zlasti iz angleščine. Izdal je antologijo angleške in ameriške poezije Listič iz angleške lirike (1929), zbirko škotskih balad Stare angleške pesmi (1932) in prevajal dela angleškega pisatelja poljskega rodu J. Conrada ter R. Kiplinga in ameriškega pisatelja H. Melwilla.